# Zygmunt Niewidowski

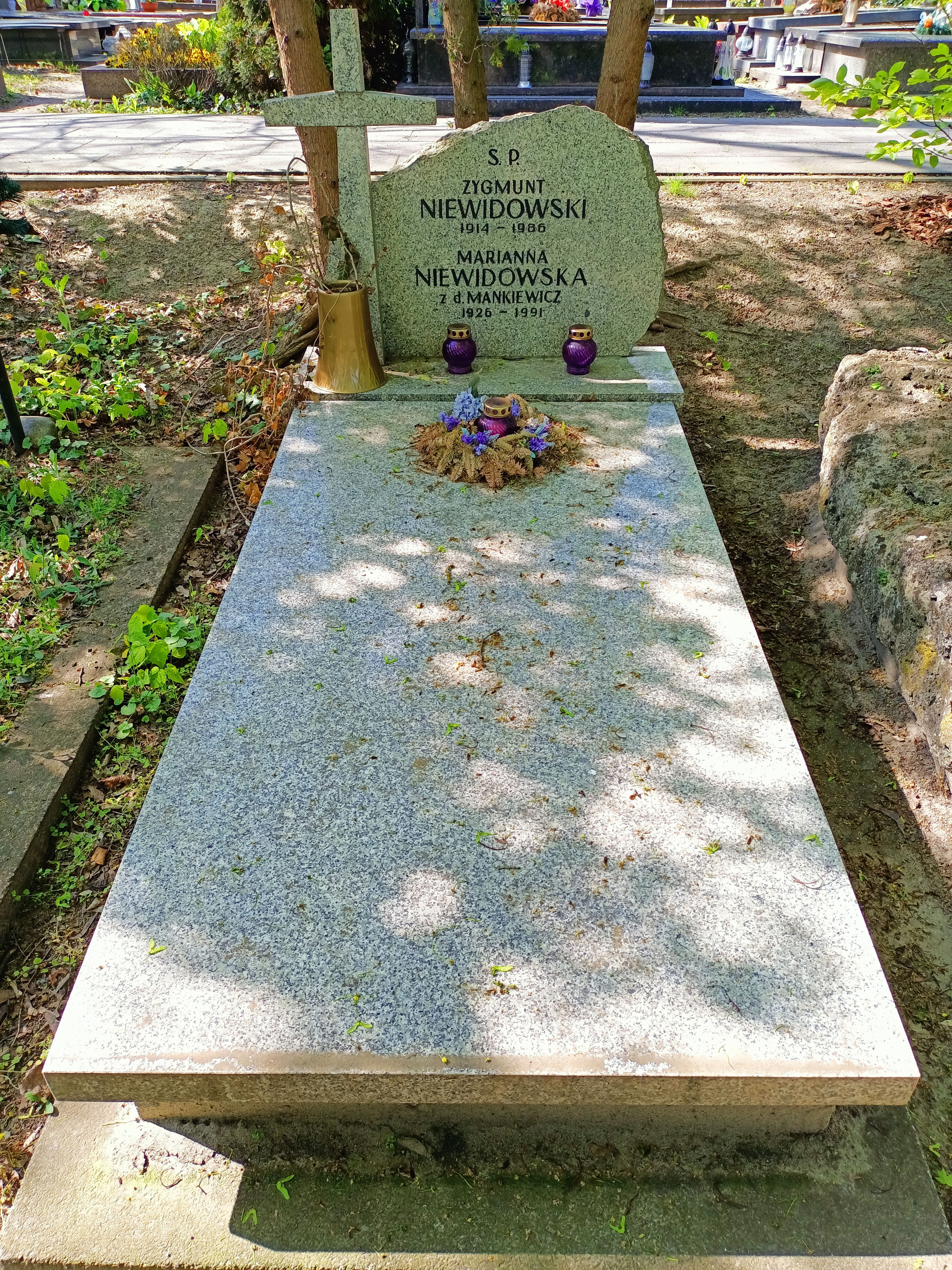
Nagrobek Zygmunta Niewidowskiego na Cmentarzu Wojskowym na Powązkach

Zygmunt Niewidowski (ur. 25 stycznia 1914 w Wadowicach, zm. 26 maja 1986 w Warszawie) – propagator literackiej spuścizny Magdaleny Samozwaniec.

## Życiorys
Urodził się w rodzinie Jana Niewidowskiego (Niewidoka) (1878–1941), wadowickiego organisty, cukiernika, współzałożyciela SKAWY i Marii z Sieradzkich (1877–1954). Był drugim mężem pisarki satyrycznej Magdaleny Samozwaniec (córki Wojciecha Kossaka, siostry Marii Pawlikowskiej-Jasnorzewskiej), której mężem został w listopadzie 1945 roku. To dzięki jego staraniom na rynku pojawiła się, w wersji książkowej, Angielska choroba (1983) oraz Baśnie Magdaleny Samozwaniec (1987). Już po jego śmierci na rynku księgarskim (1988) ukazała się jego książka 30 lat życia z Madzią. Wspomnienia o Magdalenie Samozwaniec (wznowiona przez „Świat Książki” w 2011 roku).
Zmarł w Warszawie, pochowany na cmentarzu Wojskowym na Powązkach (kwatera C-A-45).